# برخت رودنبورخ
برخت رودنبورخ (انگلیسی: Brecht Rodenburg؛ زادهٔ ۲۴ دسامبر ۱۹۶۷) بازیکن والیبال اهل هلند بود.